# 여자 세상
여자 세상은 1988년 공개된 대한민국의 영화이다.

## 배역
- 김보연 : 유나영 역
- 정인철 : 민지식 역
- 최화정 : 고아라 역
- 임영규 : 정선규 역
- 김진경 : 정주리 역
- 조형기 : 박경진 역
- 홍성민 : 홍 사장 역
- 변희봉 : 박 교수 역